# Васин, Виктор Николаевич
Виктор Николаевич Васин (род. 12 ноября 1928) — советский борец классического стиля, чемпион (1958) и серебряный призёр (1956, 1959) чемпионатов СССР, призёр чемпионата мира, мастер спорта СССР (1956). Увлёкся борьбой в 1949 году. Участвовал в семи чемпионатах СССР (1954—1960 годы). Выступал в лёгкой весовой категории (до 67 кг).

## Спортивные результаты
- Классическая борьба на летней Спартакиаде народов СССР 1956 года — ;
- Чемпионат СССР по классической борьбе 1958 года — ;
- Классическая борьба на летней Спартакиаде народов СССР 1959 года — ;